# Сулажгора (район Петрозаводска)
Сула́жгора́ (карел. Suolužmägi) — район города Петрозаводска, столицы Республики Карелия Российской Федерации. Находится на северо-западе города.
Сулажгора — бывшая карельская деревня, впервые упоминается в 1678 году, включена в городскую черту Петрозаводска в 1933 году.

## Этимология
Названия района — от названия горы в окрестностях Петрозаводска, карел. Suoluzmägi. Принято считать, что в названии закрепилось саамское слово suuuz «остров», которое одновременно могло в саамских диалектах иметь значение «гора», также может переводиться как «талая гора». Доктор филологических наук, член-корреспондент РАН Ирма Муллонен читает в слове Сулажгора саамский или прасаамский тип языка, объясняя «Сулаж» как «гора». То есть Сулажгора — это буквально «гора-гора».
По названию деревни в центральной части Олонецкой губернии и в особенности Петрозаводске северо-западный ветер до революции называли «сулажгором».

## История
Старинная деревня Сулажгора возникла еще в XVII веке в шести верстах от Петрозаводска на главной почтовой дороге — Санкт-Петербургском тракте. Многие жители занимались извозным промыслом, который приносил хороший доход. Земельные участки давали богатый урожай ржи, овса, ячменя, льна. Сулажгорцы были людьми зажиточными, каждый имел подворье — коров, лошадей, овец.
С 11 февраля 1891 года в Сулажгоре действовала церковно-приходская школа, попечителем которой долгое время был купец Матвей Андреевич Лейманов. Благодаря ему школа получила новые здания в 1894 и 1914 годах.
Деревня входила в состав Заозерского общества Шуйской волости Петрозаводского уезда Олонецкой губернии, численность населения в 1905 году составляла 221 человек.
В 1899 году Петрозаводским уездным земством в Сулажгоре была открыта мирская конная станция на 2 пары лошадей.
Крестьяне деревни Сулажгора Николай Фёдорович Юплов (рядовой) и Василий Иванович Мотов (унтер-офицер), герои Первой мировой войны, были награждены военными орденами Святого Георгия 4-й степени.
В июне 1919 года у подножия Сулажгорских высот, вблизи деревни Сулажгора, был нанесён решающий удар финской армии, пытавшейся прорваться к Петрозаводску.
С 1929 по 1932 годы Сулажгора была центром Пригородного сельсовета Прионежского района.
2 марта 1933 года Президиум ВЦИК постановил «включить в городскую черту гор. Петрозаводска селение Сулажгоры».
В 1946—1990-х годах в Сулажгоре на территории, на которой в довоенные годы действовал совхоз № 3, общим размером более 5 га действовал питомник плодово-ягодных культур: яблони, груши, вишни, ирги, сортовой смородины. Сотрудниками питомника была создана уникальная коллекция плодово-ягодных культур устойчивых и продуктивных для местных условий.
В 1975 г. в Сулажгоре построен радиолокатор Петрозаводской гидрометеорологической обсерватории.
На Сулажгорских высотах в 1960—1980-х гг. традиционно проводились соревнования по лыжным гонкам, бегу, имелась мототрасса, в настоящее время проводятся соревнования по спортивному ориентированию и мотокроссу.

## Церковь
В конце 1850-х годов деревенское общество обратилось к духовному и губернскому начальству с просьбой о разрешении на постройку в Сулажгоре своей церкви. На её строительство местный крестьянин Першин пожертвовал 2800 рублей. 19 сентября 1857 года, получив архипастырское благословение Высокопреосвященнейшего Аркадия, архиепископа Олонецкого и Петрозаводского, сулажгорцы заложили новый храм. Строительство небольшой, бревенчатой церкви на каменном фундаменте, восьмиугольной, в диаметре 6 сажен, длилось чуть более семи месяцев, и в начале лета 1858 года она уже была возведена под крышу. С этого года день великомученика Димитрия Солунского стал храмовым праздником деревни.
31 марта 1911 г. был открыт самостоятельный Сулажгорский приход (до этого храм в Сулажгоре обслуживался Соломенским приходом). Причту нового прихода от общества сулажгорских крестьян было выделено 13 десятин пахотной земли и пожертвовано 200 рублей.
20 февраля 1935 года постановлением Карельского ЦИК храм был закрыт и отдан под клуб.
В период финской оккупации Петрозаводска (1941—1944) с конца 1942 года церковь была открыта финскими властями для прихожан.
В 1988 году здание сгорело. В конце 1990-х в Сулажгоре, на другом месте, был вновь построен храм в честь Дмитрия Солунского.
У церкви есть свои святыни: образ св. мч. Уара, которому молятся за людей, не принявших крещение, икона Пресвятой Богородицы «Неопалимая Купина», образ святого мученика Трифона. Два года назад внутреннее убранство церкви преобразилось — она стала первым новопостроенным храмом Карелии, украшенным росписью. Храм представляет форму правильного креста, размером 10.5 x 10.5 м². Внутри он будет расписан. А со временем рядом с церковью планируется построить приходской дом.
Рядом с церковью начато строительство церковно-приходского дома.

## Муниципальные учреждения района
В Сулажгоре находятся три школы — общеобразовательная школа № 12, специальная (коррекционная) общеобразовательная школа-интернат № 23 для слабовидящих детей и спецшкола для трудных детей № 8.

## Транспорт
Первый автобусный маршрут на Сулажгору появился в 1928 году — это был загородный маршрут от гаража Кармеса на Святозеро. Цена проезда от Петрозаводска до Сулажгоры составляла 80 коп. Постановлением президиума Петрозаводского горсовета 11 марта 1932 г. был открыт городской маршрут номер 3 Гостиный двор — Сулажгора. Маршрут работал нерегулярно. В 1935 году Трест коммунальных предприятий продлил автобусную линию Гостиный двор — вокзал до Сулажгоры.
По состоянию на 27 июля 2025 год Сулажгору обслуживают 5 автобусных маршрута:
- № 2 «Сулажгора — ЖК „Бульвар у родников“», соединяет район с Пятым посёлком, Центром, Новой и Старой Кукковкой, Ключевой[22];
- № 3 «Сулажгора — ул. Корабелов», соединяет район с Первомайским, Центром, Голиковкой, Зарекой и Ключевой[23];
- № 5 «Сулажгора — Птицефабрика», соединяет район с Пятым поселком, Центром, Зарекой, Ключевой и Птицефабрикой[24];
- № 9 «Сулажгора — Кемская улица»[25], соединяет район с Древлянкой, Новой и Южной Кукковкой, Ключевой[26];
- № 16 «Сулажгора — ул. Корабелов», соединяет район с Пятым поселком, Центром, Голиковкой, Старой Кукковкой, Ключевой[27];
- № 30 «Ст. Томицы — Лыжная улица», соединяет район с Сулажгорским Кирпичным заводом, Первомайским, Центром, Перевалкой, Древлянкой, Южной и Новой Кукковкой[28].